# Stazione di Kutsukawa
La stazione di Kutsukawa (久津川駅?, Kutsukawa-eki) è una stazione ferroviaria della città di Jōyō, nella prefettura di Kyoto, in Giappone, servente la linea Kintetsu Kyōto delle Ferrovie Kintetsu, che congiunge Kyoto con Nara. Dista 14,6 km dal capolinea di Kyoto Centrale.

## Linee
Ferrovie Kintetsu
● Linea Kintetsu Kyōto

## Aspetto
La stazione è costituita da 2 binari passanti in superficie con due marciapiedi laterali, ciascuno dotato di un ingresso indipendente, in quanto non è presente né sottopassaggio né passerella.
| 1 | ■ Linea Kintetsu Kyōto | per Shin-Tanabe, Yamato-Saidaiji, Nara, Tenri, Yamato-Yagi, Kashiharajingū-mae e Yoshino |
| 2 | ■ Linea Kintetsu Kyōto | per Ōkubo, Tambabashi, Takeda, Kyoto e Kokusaikaikan                                     |

## Stazioni adiacenti
| «                    | Servizio             | »                    |
| Linea Kintetsu Kyoto | Linea Kintetsu Kyoto | Linea Kintetsu Kyoto |
| -------------------- | -------------------- | -------------------- |
| Ōkubo                | Locale               | Terada               |
| Ōkubo                | Semiespresso         | Terada               |
| Transito             | Espresso             | Transito             |